# South Park: The Fractured but Whole
South Park: The Fractured but Whole är ett datorrollspel utvecklat av Ubisoft San Francisco, i samarbete med South Park Digital Studios och utgivet av Ubisoft till Playstation 4, Xbox One och Microsoft Windows. Spelet är baserat på den amerikanska animerade sitcom-serien South Park, och handlingen utspelar sig efter South Park: The Stick of Truth.